# Frans Kerremans
Frans Kerremans (Dendermonde, 20 ottobre 1947) è un ex ciclista su strada e pistard belga Professionista dal 1969 al 1975.

## Carriera
Da dilettante vinse i Campionati belgi di ciclismo su pista nella prova dell'inseguimento a squadre nel 1969, anno in cui vinse anche il Tour de la Province de Namour.
Passatro professionista nel settembre del 1969 raccolse i migliori risultati della sua carriere nelle due stagioni successive; nel 1970 concluse al quinto posto il Grand Prix de l'Escaut e al secondo il Grand Prix du canton d'Argovie, l'anno successivo raggiunse il risultato più importante della sua carriera concludendo al secondo posto, dietro l'olandese Evert Dolman, il Giro delle Fiandre 1971, nello stesso anno fu anche sesto alla Gand-Wevelgem.
Raccolse la sua unica affermazione, se si escludone tre kermesse, nel 1971 aggiudicandosi il Circuit de Flandre centrale - Omloop van Midden-Vlaanderen.

## Palmares
- 1965 (Junior, due vittorie)

Prix de Grimde
Prix de Tienen
- 1966 (Dilettanti, una vittoria)

Prix de Erondegem
- 1968 (Dilettanti, una vittoria)

1ª tappa Tour de la Province de Namour (Floreffe > Couvin)
- 1969 (Dilettanti, due vittorie)

Grand Prix Gilbert Glineur
Prix de Bardegem
Prix de Wasmuel
Classifica generale Tour de la Province de Namour
- 1972 (Novy, una vittoria)

Circuit de Flandre centrale - Omloop van Midden-Vlaanderen

### Altri successi
- 1969 (Goldor, una vittoria)

Zele (kermesse)
- 1970 (Hertekamp, una vittoria)

Destelbergen (kermesse)
- 1973 (Novy/Möbel Märk, una vittoria)

Morat/Murten (criterium)

### Pista
- 1969 (Dilettanti, una vittoria)

Campionati belgi dilettanti, Inseguimento a squadre, (con Danny Roskam, Hubert Verbeeck e Marcel Van Drom)

## Piazzamenti

### Classiche monumento
- Giro delle Fiandre

1971: 2º
- Parigi-Roubaix

1971: 39º